# Raúl Mendiola
Raúl Mendiola (Ciudad Juárez, 18 mei 1994) is een Mexicaans betaald voetballer die bij voorkeur als aanvaller speelt. Hij stroomde in 2014 door vanuit de jeugd van Los Angeles Galaxy.

## Clubcarrière
Mendiola speelde van 2009 tot 2014 in de jeugd van Los Angeles Galaxy en tekende op 20 februari 2014 een contract bij het eerste team. Hij maakte zijn debuut op 17 mei 2014 tegen Houston Dynamo. Mendiola speelde in zijn eerste seizoen veelal voor LA Galaxy II, dat uitkomt in de USL Pro.